# Papst und Nachbar
Papst und Nachbar ist ein einfaches Würfelspiel mit einem einzelnen Würfel für beliebig viele Mitspieler. Neben dem Würfel werden zudem pro Mitspieler drei Spielmarken benötigt.

## Spielweise

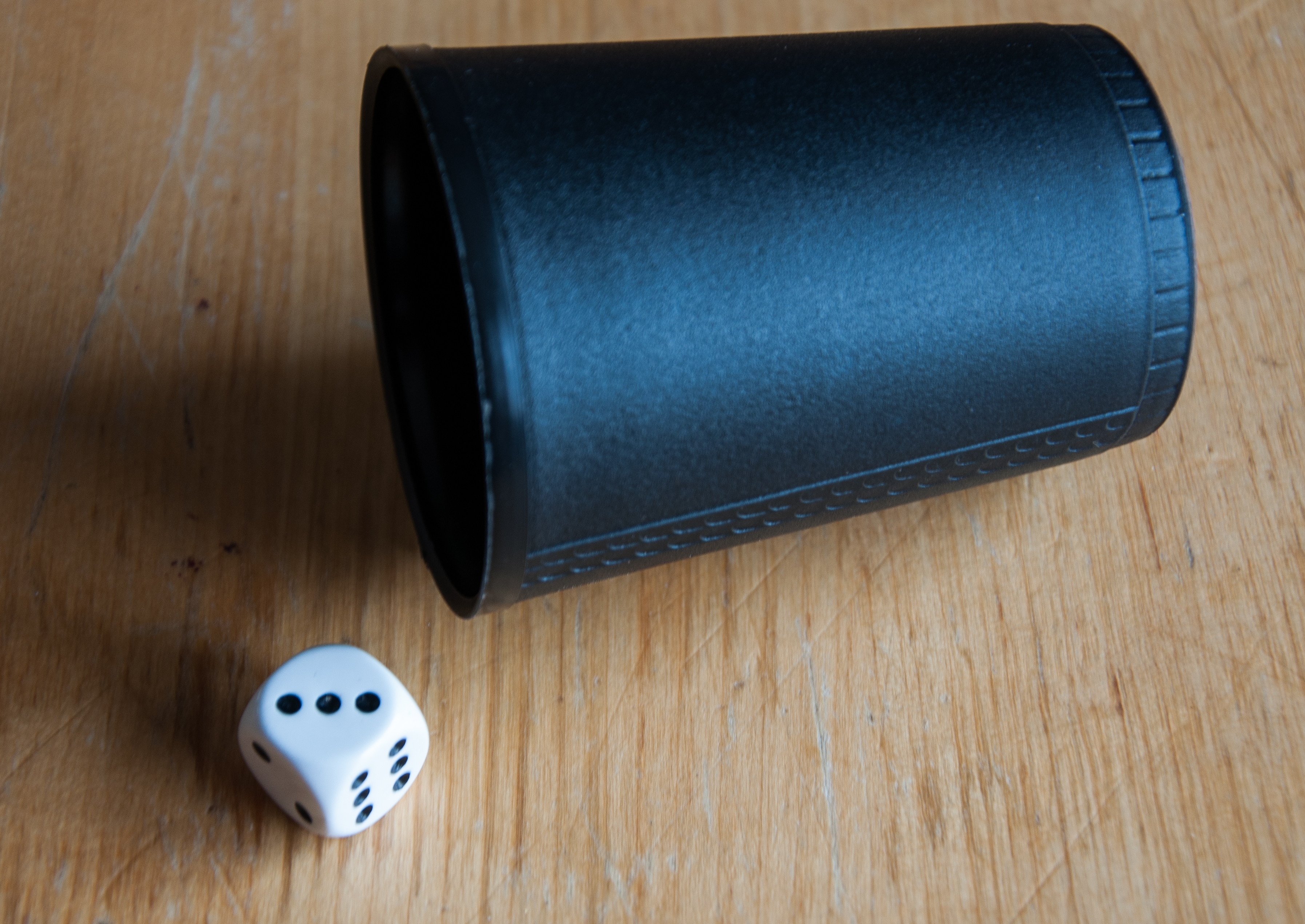
Papst und Nachbar wird mit einem einzelnen Würfel gespielt.

Jeder Mitspieler benötigt drei Spielmarken in Form von Münzen, Streichhölzern oder Spielchips. Ziel ist es, diese Marken möglichst schnell loszuwerden.
Bei dem Spiel wird reihum je einmal gewürfelt. Wirft der Spieler eine Zwei, gibt er eine seiner Marken an seinen linken Nachbarn, bei einer Fünf legt er eine Marke in die Tischmitte „für den Papst“. Sobald der Spieler keine Marken mehr hat, braucht er nicht mehr zu würfeln, bleibt jedoch im Spiel und kann von seinem Nachbarn wieder Marken bekommen. Der Verlierer ist der Spieler, der als letzter noch eine Marke besitzt.

## Belege
1. ↑  „Papst und Nachbar“ In: Erhard Gorys: Das Buch der Spiele. Manfred Pawlak Verlagsgesellschaft, Herrsching o. J.; S. 404.